# Irgalmatlan szamaritánus
Az Irgalmatlan szamaritánus (eredeti cím: Bad Samaritan) 2018-ban bemutatott amerikai horror-thriller, melyet Dean Devlin rendezett és Brandon Boyce írt. A főszereplők David Tennant, Robert Sheehan, Carlito Olivero, Kerry Condon és Jacqueline Byers.
Az Amerikai Egyesült Államokban 2018. május 4-én mutatták be, Magyarországon DVD-n jelent meg szinkronizálva 2020. március végén.
A film általánosságban vegyes értékeléseket kapott a kritikusoktól.
A film középpontjában Sean éttereminas áll, aki a rábízott autók tulajdonosainak házába gyakran betör a barátjával, ám az egyik autótulajdonos, egy kőgazdag ügyfél (Tennant), egy sorozatgyilkos.

## Cselekmény
Miközben Sean Falco és Derek Sandoval egy étteremben inasként dolgozik, titokban használják az ügyfeleik által rájuk bízott autókat az otthonaik betörésére. Egy éjjel Sean azonban többet talál, mint amennyit szeretett volna, amikor betör a gazdag ügyfél, Cale Erendreich házába, és felfedez egy Katie nevű nőt székhez kötözve a dolgozószobában. Mivel nem tudja kiszabadítani Katie-t, Sean a kocsi visszavitele miatt kénytelen elhagyni a házat, viszont értesíti a rendőrséget a felfedezéséről. Mivel a rendőrség nem talál bizonyítékot Katie elrablásáról, Sean kapcsolatba lép az FBI-jal, és az eltűnt személyről jelentést ad nekik.
Cale eközben Katie-t elviszi egy félreeső házba, és tudomást vesz arról, hogy Sean már tud az elrablásról.

## Szereplők
| Szerep                   | Színész          | Magyar hang     |
| ------------------------ | ---------------- | --------------- |
| Cale Erendreich          | David Tennant    | Fekete Zoltán   |
| Sean Falco               | Robert Sheehan   | Pálmai Szabolcs |
| Katie Hopgood            | Kerry Condon     |                 |
| Derek Sandoval           | Carlito Olivero  |                 |
| Riley Seabrook           | Jacqueline Byers |                 |
| Olivia Fuller FBI-ügynök | Tracey Heggins   |                 |
| Don Falco                | Rob Nagle        | Ujréti László   |
| Patty Falco              | Lorraine Bahr    | Kovács Nóra     |
| Rowan Falco              | Jacob Resnikoff  |                 |
| Nino                     | David Meyers     |                 |
| Wayne Bannon nyomozó     | Tony Doupe       | Rosta Sándor    |
| Helen Leyton             | Lisa Brenner     |                 |